# Émile Wangermée
Émile Wangermée, né le 14 mars 1855 à Tirlemont et mort le le 18 avril 1924 à Bruxelles (Belgique), est un officier du génie de l'armée belge. 
Il est vice-gouverneur de l'État indépendant du Congo, premier gouverneur de la province du Katanga et fondateur de la ville d'Élisabethville (aujourd'hui Lubumbashi) en 1910-1911.

## Biographie

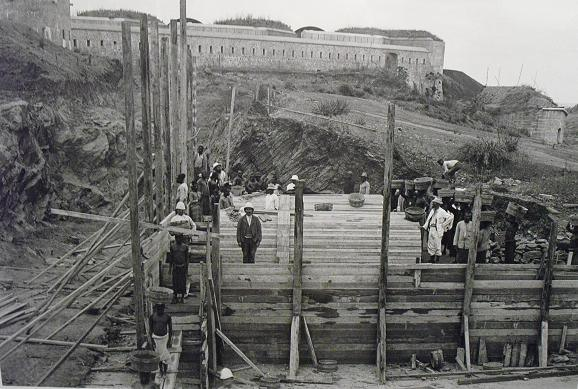
Construction du Fort de Shinkakasa - 1899

Émile Antoine Marie Wangermée, né à Tirlemont le 14 mars 1855, est le fils d'Adolphe Wangermée, médecin vétérinaire militaire d'origine tournaisienne, et de Michèle Arsène. Il se marie à deux reprises avec Valérie Marchand en 1876 et après son décès avec Irma Vlemincx.
Il fait des études à l'Athénée royal d'Anvers puis entre à l'École militaire le 21 octobre 1871. Il en sort sous-lieutenant du génie en mars 1876. Il intègre successivement le régiment du génie, la compagnie spéciale du chemin de fer et les pontonniers de place.
Il est ensuite désigné comme répétiteur à l'École militaire puis capitaine à l'Inspection générale du génie et des fortifications et aide de camp du lieutenant-général Henri Alexis Brialmont, célèbre architecte militaire belge. Il prend part à la construction du fort de Suarlée faisant partie de la Position fortifiée de Namur.
À la demande du roi Léopold II, chef de l'État indépendant du Congo, le général Brialmont détache son adjoint, le capitaine-commandant Wangermée au Congo. Il s'agit de renforcer les fortifications de la capitale Boma pour en faire une enceinte fermée, à l'instar des forts construits par Brialmont en Belgique.
Il s'embarque le 17 avril 1893, chargé d'édifier le Fort de Shinkakasa pour assurer la défense de Boma. Tout en réalisant ces travaux, il fait ériger des pylônes de support des fils électriques et télégraphiques de la ligne Boma-Matadi d'une rive à l'autre du fleuve Congo.
Le 10 janvier 1894, il rentre en Belgique, pour repartir vers l'Afrique le 6 février 1896 en qualité d'inspecteur d'État adjoint au gouverneur général Théophile Wahis. C'est vers cette époque que survient la Révolte des Batetela à Luluabourg (Kananga) en 1895, puis dans l'Est du Congo en 1897.
Il devient le 11 avril 1897  vice-gouverneur général de l'État indépendant du Congo. Il occupe cette fonction jusqu'au 1er décembre 1897. Il rentre ensuite en Belgique et retourne au Congo en octobre 1898 comme gouverneur. Au cours de son séjour, il doit réprimer une révolte des soldats travailleurs au fort de Shinkakasa le 17 avril 1900. Cette dernière révolte ne dure que trois jours, Boma est bombardée, et les révoltés sont durement réprimés. Wangermée rentre ensuite en Belgique. 
En février 1901, il fait un nouveau séjour dans l'État indépendant du Congo en tant que gouverneur général. Il revient ensuite plusieurs fois au Congo en mission d'inspection pour Léopold II, en particulier dans l'est du Congo, dans la région de l'enclave de Lado en 1904, et dans le Kivu, au Rwenzori et au Lac Tanganyka. 
En 1906, le vice-gouverneur général Wangermée quitte l'administration centrale de l'État indépendant du Congo pour devenir représentant du Comité spécial du Katanga. Ce comité mi-officiel et mi-privé relevant directement de Bruxelles voit ses compétences fortement réduites après l'annexion de l'État indépendant du Congo en 1908. À partir de 1910, le comité rend ses compétences d’administration locale aux gouverneurs de la province du Katanga. Wangermée en est nommé le premier gouverneur par le ministre des Colonies Jules Renkin. À partir de 1910, il se fait urbaniste et décide la création de la ville d'Élisabethville comme capitale du Katanga sur un plateau dominant la vallée de la Lubumbashi. En 1912-1913, il fait un séjour au Katanga au cours duquel il peut se rendre compte de l'essor de la ville d'Élisabethville et de l'industrie minière. Il est promu général-major le 20 septembre 1913. Les compétences des provinces étant progressivement rabotées, Émile Wangermée sollicite sa mise à la pension qui est effective en août 1917. En 1919, il devient membre du Conseil colonial. 
En 1919, accomplissant une mission de plusieurs mois pour le compte de l'Union minière du Haut-Katanga, il contracte une maladie tropicale qui allait l'emporter. À la suite de son décès à Bruxelles le 18 avril 1924, ses funérailles civiles sont célébrées le 22 avril 1924 au cimetière d'Ixelles.
Franc-maçon, Émile Wangermée a été vénérable maître de la loge de Bruxelles « les Vrais Amis de l'union et du progrès réunis » en 1919.

## Hommages et distinctions
Un mémorial Wangermée a été érigé au cimetière d'Ixelles et une rue d'Etterbeek a reçu en 1924  le nom « rue général Wangermée » en son honneur.
Il a reçu les distinctions suivantes :
- Commandeur de l'ordre de Léopold (Belgique).
- Commandeur de l'ordre de la Couronne (Belgique).
- Commandeur de l'ordre de l'Étoile africaine (Congo belge).
- Étoile de service (Congo belge).

## Livre
- Grands lacs africains et Katanga,  ed. J.Lebègue à Bruxelles (1909)  - disponible en version numérique sur Gallica